# Zamboangueños
Los zamboangueños (magá zamboangueño en chabacano; mga Samboanggenyo en hiligueino, filipino y cebuano; Zamboangans en inglés) son los naturales de la península de Zamboanga en Filipinas. Proviniendo de varias etnias y razas y adhiriendo a religiones diferentes como el cristianismo, el islam y el taoísmo, comparten como herencia común el dialecto zamboangueño del idioma chabacano. El chabacano es una lengua criolla de base española y el marcador más fuerte de la identidad zamboangueña.